# 2849 Shklovskij
2849 Shklovskij este un asteroid din centura principală, descoperit pe 1 aprilie 1976 de Nikolai Cernîh.